# Kasane
Kasane   este un oraș  în  partea de nord a Botswana, în  districtul  North-West, localizat aproape de punctul în care se întâlnesc 4 țări (Botswana, Namibia, Zambia, Zimbabwe), pe valea râului Chobe.